# Сухачев, Алексей Иванович
Алексей Иванович Сухачев (25 февраля 1926 — 19 августа 2001) ― советский и российский хозяйственный и общественный деятель, почётный гражданин города Ковдора. Лауреат Ленинской премии (1966). Директор Ковдорского горно-обогатительного комбината (1964—1989).

## Биография
Родился 25 февраля 1926 года в селе Ульяновка, ныне Хомутовского района Курской областие. В 15 лет постиг ужасы войны, оказался на оккупированной территории. На фронт не взяли, его мать две недели прятала в погребе, чтобы немцы не угнали в Германию на работы. После Победы продолжил учиться. В 1951 году завершил обучение в Ленинградском горном институте, получил профессию обогатителя. Женился на доброй девушке Галине. В 1951 году молодая семья переехала на Кольский полуостров.
С 1952 года работал в должности инженера Ловозерского горно-обогатительного комбината, с 1959 — главный инженер Ковдорского рудоуправления. В 1964 году назначен на должность директора Ковдорского горно-обогатительного комбината. На этой должности проработал до 1989 года.
Один из разработчиков программы по преобразованию Ковдорского месторождения в многокомпонентное месторождение бадделеит-апатит-магнетитовых руд. Является обладателем семи авторских свидетельств на изобретения. Организатор введения в строй железорудной, вермикулитовой, апатитовой, флогопитовой, бадделеитовой фракции, налаживания производства известкового калия. По его инициативе было организовано строительство в городе Ковдор Дворца культуры, спорткомплекса с плавательным бассейном, профилактория, поликлиники, хлебозавода, молокозавода и многих других объектов жизнедеятельности.
За освоение и разведку Ковдорского месторождения флогопита в 1966 году был удостоен Ленинской премии.
Решением органов муниципальной власти города Ковдора и Ковдорского района удостоен звания «Почётный гражданин Ковдорского района».
Увлечением жизни Сухачёва было фотографирование, играл в шахматы, много читал. Любил на стадионе поболеть за футбольную команду. В 1989 году вышел на заслуженный отдых и переехал в Орёл. Вёл активный образ жизни.
Проживал в городе Орле. Умер 19 августа 2001 года.
Воспитал двоих детей — сына Сергея и дочь Ольгу.

## Награды и звания
- Орден Октябрьской Революции,
- два ордена Трудового Красного Знамени,
- Орден Знак Почёта,
- Медаль «В ознаменование 100-летия со дня рождения Владимира Ильича Ленина»,
- Ленинская премия,
- Знак «Шахтёрская слава» всех трёх степеней,
- Почётный гражданин Ковдора и Ковдорского района.

## Память
- Одна из первых улиц города Ковдор (бывшая Парковая) носит имя Алексея Ивановича Сухачева.